# Lina Meruane
Lina Meruane Boza (Santiago, 20 de septiembre de 1970) es una escritora y catedrática chilena. Su obra, escrita en español, ha sido traducida a doce lenguas. En 2011 ganó el Premio Anna Seghers por la calidad de su obra, y en 2012 el Premio Sor Juana Inés de la Cruz, por su novela Sangre en el ojo. En el 2023 le fue concedido en Chile el Premio Iberoamericano de Letras José Donoso.

## Biografía
Nacida en Santiago, es descendiente de palestinos e italianos; sobrina de la actriz Nelly Meruane y del humorista Ricardo Meruane. 
Lina Meruane se inició en las letras como narradora y periodista cultural. En 1997 recibió una beca de escritura del Fondo Nacional de Desarrollo Cultural y las Artes de Chile (FONDART) para terminar su primer libro de cuentos. Al año siguiente publicó Las infantas, libro que recibió una crítica muy positiva en su país así como del escritor Roberto Bolaño:

«Hay una generación de escritoras (chilenas) que promete comérselo todo. A la cabeza, claramente, se destacan dos. Estas son Lina Meruane y Alejandra Costamagna, seguidas por Nona Fernández y por otras cinco o seis jóvenes armadas con todos los implementos de la buena literatura.»
Roberto Bolaño, febrero de 1999.

Meruane publicó dos novelas antes de partir a Nueva York a realizar sus estudios de doctorado en literatura hispanoamericana, en la Universidad de Nueva York.
En Estados Unidos obtuvo una beca Guggenheim en 2004 (para la novela Fruta Podrida) y en 2010 otra de la National Endowment for the Arts (para Sangre en el ojo).
En 2011 recibió el Premio Anna Seghers y al año siguiente ganó, por Sangre en el ojo, el XX Premio Sor Juana Inés de la Cruz, que, como es tradicional, fue entregado durante la Feria Internacional del Libro de Guadalajara; el jurado estuvo conformado por los escritores Yolanda Arroyo Pizarro, Antonio Ortuño y Cristina Rivera Garza. En 2017 partió a escribir a Berlín por un año con el Programa de Artistas Residentes de la DAAD, Alemania.
Fundadora y directora de Brutas Editoras, sello independiente ahora desaparecido que editó libros desde Santiago de Chile y Manhattan, ha sido incluida por algunos críticos en la llamada Literatura de los hijos.
En 2018 se publicó Las renegadas (Lumen, Santiago, 2018), antología en la que Meruane seleccionó 88 poemas de Gabriela Mistral «que exponen su compleja visión de la femineidad y su relación con Chile».
Doctora en Literatura Hispanoamericana, se ha desempeñado como docente desde 2009. En la actualidad dicta cursos de escritura creativa como Distinguished Writer in Residence en el MFA de Escritura Creativa en Español en la Universidad de Nueva York.

## Obra
Cuentos
- Las infantas (Planeta, 1998; Eterna Cadencia 2010)
- Avidez (Caja Negra, 2020; Páginas de Espuma, 2023)

Novelas
- Póstuma (Planeta, 2000)
- Cercada (Cuarto Propio, 2000; Cuneta 2017)
- Fruta podrida (FCE, 2007; Eterna Cadencia 2014)[17][18]
- Sangre en el ojo (Eterna Cadencia y PRH, 2012)[19][20]
- Sistema nervioso (Eterna Cadencia Y PRH, 2018)

No ficción
- Viajes virales: la crisis del contagio global en la escritura del sida, ensayo académico (FCE, 2012)
- Volverse Palestina, crónica (Literal, 2013)
- Volverse Palestina: seguido de Volvernos otros, crónica-ensayo personal (PRH, 2014)
- Contra los hijos, ensayo-diatriba (Tumbona, 2014, PRH 2018)[21][22]
- Palestina por ejemplo, ensayo lírico (Libros del Cardo, 2018)
- Zona ciega, tres ensayos sobre visión y ceguera (PRH, 2021)
- Ensayo general, compilacion de ensayos y crónicas breves (UDP, 2022)
- Palestina en pedazos, contiene tres textos: Volverse Palestina, Volvernos otros y Rostros en mi rostro (PRH, 2022; previo a su publicación en español, el libro apareció en árabe como "أن تعودي فلسطين", Editorial Kotob Khan, El Cairo 2021, traducido por el traductor palestino Shadi Rohana)
- Señales de nosotros, ensayo autobiográfico (Alquimia, 2023)
- Coloquio de las quiltras, ensayo-ficción (Penguin Random House, 2024)
- Tantos Frentes, ensayo personal; prólogo de Catalina Mena (Colección Premio José Donoso, Universidad de Talca, 2024)

Dramaturgia
- Un lugar donde caerse muerta / Not a leg to stand on, adaptación dramática de la novela Fruta podrida realizada por la autora y el director de teatro chileno Martín Balmaceda; edición bilingüe con prólogo de Guillermo Calderón y traducción al inglés de Sarah Thomas, Diaz Grey Editores, 2012 (Trópico Sur, Uruguay, 2013)

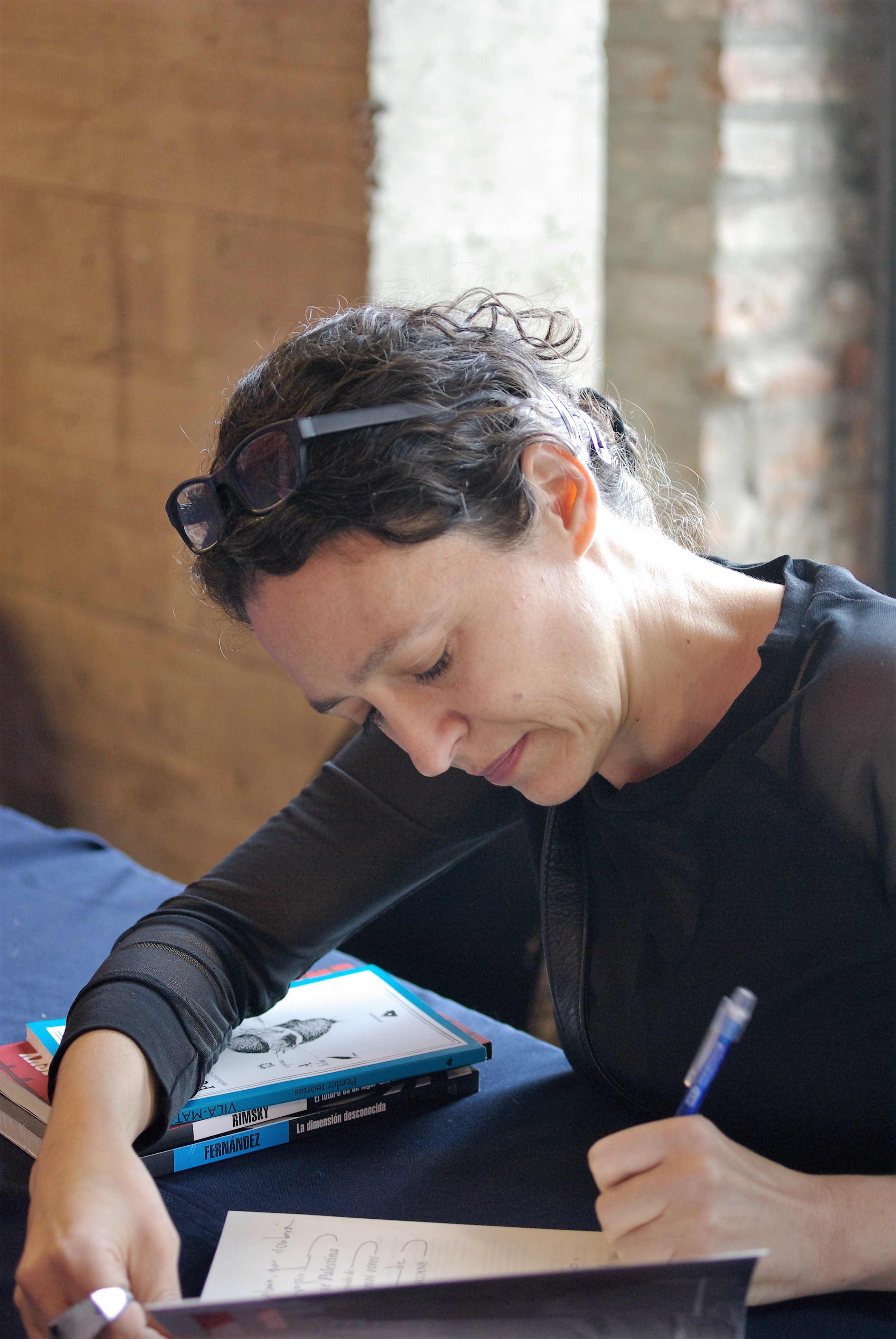
Meruane firma sus libros en el festival cultural Puerto de Ideas 2016

- Esa cosa animal, escrita en la residencia Casa Cien Años de Soledad (FLM, México) en 2021, y presentada como lectura en Casa America Catalunya y la Bienal de Pensamiento del Centro de Cultura de Barcelona, CCCB, en 2022; posteriormente montada en el teatro Dau al Sec de Barcelona (Octubre de 2024) bajo la dirección de Andrea Segura Olavarría y la interpretación de Daniel Jacques Aviñó, Lorena Carrizo Polanco y Daniel Parra (en reemplazo de Cristian Chaparro Fariña).

Ensayo visual
- Matar el ojo (202º). Texto y voz Lina Meruane; Imágenes y producción de la Colectiva somoslacelula (Angeles Donoso Macaya, César Barros, Amanda Lotspike) Locación del video: https://vimeo.com/521677728
- Cinco personas en busca de su personaje (2014). Primera parte dirigida por Luciano Piazza.[23]

En antologías
- Una primera versión de Volverse Palestina, en Mujeres que viajan solas: 15 cronistas frente a las aventuras que marcaron sus vidas, desde París al Amazonas (Aguilar Chilena de Ediciones, 2012)[24]
- Además, relatos suyos han aparecido en las revistas Lateral (Barcelona), Two Lines (California), Bomb (Nueva York), The Literary Review (Nueva York), Nuestra América (Lisboa), Otro cielo (Uruguay), y en las colecciones Salidas de madre (Chile), Relatos & Resaca (Chile), Se habla español (Estados Unidos), Con pasión (Chile), Pequeñas resistencias III (España), MicroQuijote (Barcelona), El futuro no es nuestro (Argentina, Bolivia, México, Chile, Hungría, Panamá, Estados Unidos, Perú), Excesos del cuerpo (Argentina), Schiffe aus Feuer (Alemania), entre otros.

## Premios
- 2006: Premio a la Mejor Novela Inédita, por Fruta podrida (Consejo Nacional de la Cultura y las Artes).[5]
- 2011: Premio Anna Seghers, por obra. (Alemania)[5]
- 2012: Premio Sor Juana Inés de la Cruz, por Sangre en el ojo. (México)[5]
- 2015: Premio Instituto de Cultura Chileno-Árabe por Volverse Palestina (Chile).[25]
- 2015: Premio Cálamo Otra mirada, por Fruta podrida (Zaragoza).[26]
- 2022: Order of Palestine for Culture, Science and Arts  (Palestina).
- 2023: Premio Blue Metropolis, por obra (Canadá).
- 2023: Premio Iberoamericano de Letras José Donoso, por obra (Chile).[9]